# Övningsämne
Övningsämne var i Sveriges äldre utbildningsväsende beteckning på ett läroämne med stort praktiskt inslag.
Redan i Sveriges äldre författningar angående högre undervisning skilde man på läsämnen och praktiska övningsämnen (exercitia). Vid Uppsala universitet var dessa akademistallmästaren, universitetets gymnastiklärare (ordinarie och biträdande) och director musices, vid Lunds universitet ritmästare, fäktmästare (det vill säga gymnastiklärare) och kapellmästare.
Vid allmänna läroverken var övningsämnena välskrivning, musik, teckning (och linearritning), gymnastik (och vapenövning) samt, frivilligt, trä- och metallslöjd; åt kvinnlig elev i samskola (och samgymnasium) gavs undervisning i handarbete och huslig ekonomi (matlagning och kostnadsberäkning därför).
Platser som lärare i övningsämnen (övningslärare, -lärarinna) vid allmänna läroverken tillsattes av Skolöverstyrelsen; besvär kunde anföras hos kungen. I folkskolan kunde, när förhållandena så medgav, även trädgårdsskötsel upptas som övningsämne. Övningslärare vid folkskolan antogs av skolrådet. Även för övningslärarbefattningar var, liksom för ämneslärare, stadgad viss på genomgången utbildning beroende kompetens.